# Carl August Bolle
Carl August Bolle, també Karl, (nascut el 21 de novembre de 1821 a Schöneberg, mort el 17 de febrer de 1909 a Berlín) era un naturalista i col·leccionista alemany.

## Biografia
Carl Bolle era el fill del ric propietari de la fàbrica de cervesa berlinesa, David Bolle, i d'Henriette Marggraf. Va assistir al Liceu francès de Berlín i va estudiar medicina i història natural a partir de 1841 a la Universitat Friedrich-Wilhelm de Berlin i a la Universitat Rheinische Friedrich-Wilhelm de Bonn. El 1842 es va afiliar a la fraternitat Fridericia Bonn.
El 1846 va doctorar en medicina a Berlín amb l'obra De vegetatione alpina a Germania extra Alpes obvia (Sobre la vegetació alpina a Alemanya fora dels Alps). No obstant això, mai no va exercir la professió de metge, sinó que es va dedicar completament al seu primer interés, la història natural. Va visitar Cap Verd i les Illes Canàries el 1852 i el 1856 i el 1857 va escriure Mein zweiter Beitrag zur Vogelkunde der Canarischen Inseln. (La meva segona contribució a l'ornitologia de les Illes Canàries).
Bolle va ser elegit el 1855 com a membre de l'Acadèmia d'Acadèmics Leopoldina. Va ser membre fundador de la Societat d'Ornitòlegs Alemanys (D-OG) el 1867 i va seguir el 1884 Alfred Brehm com a president.També va treballar a la Societat alemanya de Dendrologia i a la Brandenburgia.
El 1867 va comprar a la família von Humboldt l'illa de Scharfenberg a Berlín. Hi va construir una vil·la el 1883 i va crear un jardí dendrològic (arborètum). La vil·la va ser demolida el 1951, però alguns dels arbres s'han conservat. Va ser sebollit a l'antic cementiri de Sant Mateu de Schöneberg, però la tomba va ser transferida a l'illa d'Scharfenberg.
Frederick DuCane Godman va donar en seu honor el nom científic Columba bollii al colom canari cuafosc. També l'àlber columnar Populus alba var. Bolleana, avui P. alba Pyramidalis, portava el seu nom.

## Abreviatura
L'abreviatura Bolle es fa servir per indicar  Carl August Bolle com autoritat en la descripció i taxonomia dins la zoologia.